# Щербовка (Гомельский район)
Щербовка (бел. Шчэ́рбаўка) — деревня в составе Приборского сельсовета Гомельского района Гомельской области Республики Беларусь.

## География

### Расположение
В 18 км на запад от Гомеля. В деревне расположен остановочный пункт.

## Транспортная система
Транспортная связь по просёлочной, а затем по автомобильной дороге Калинковичи — Гомель.
В деревне 37 жилых домов (2004 год). Планировка состоит из прямолинейной улицы с широтной ориентацией, к которой с севера примыкают 2 улицы. Застройка двухсторонняя, дома деревянные, усадебного типа.

### Улицы
- Железнодорожная
- Садовая
- Янки Купалы

## Экология и природа
Вокруг лес, на северо-западе Будёновское урочище.

## История
Основана во 2-й половине XIX века, когда начались работы по строительству железной дороги. После начала работы Полесской железной дороги в 1888 году начала работу железнодорожная станция. В 1931 году организован колхоз.
Во время Великой Отечественной войны на фронтах погибли 11 жителей деревни.
В 1959 году в составе учхоза СПТУ-185 с центром в деревне Прибор.

## Население

### Численность
- 2004 год — 37 дворов, 107 жителей.

### Динамика
- 1959 год — 180 жителей (согласно переписи).
- 2004 год — 37 дворов, 107 жителей.